# Chloris spinoides
Il verdone dell'Himalaya o verdone pettogiallo (Chloris spinoides (Vigors, 1831)) è un uccello passeriforme della famiglia dei Fringillidi.

## Etimologia
Il nome scientifico della specie, spinoides, è formato da Spinus ("lucherino") con l'aggiunta del suffisso di origine greca -οιδης (-oidēs, "simile a"), col significato di "simile al lucherino" in virtù dell'aspetto di questi uccelli.

## Descrizione

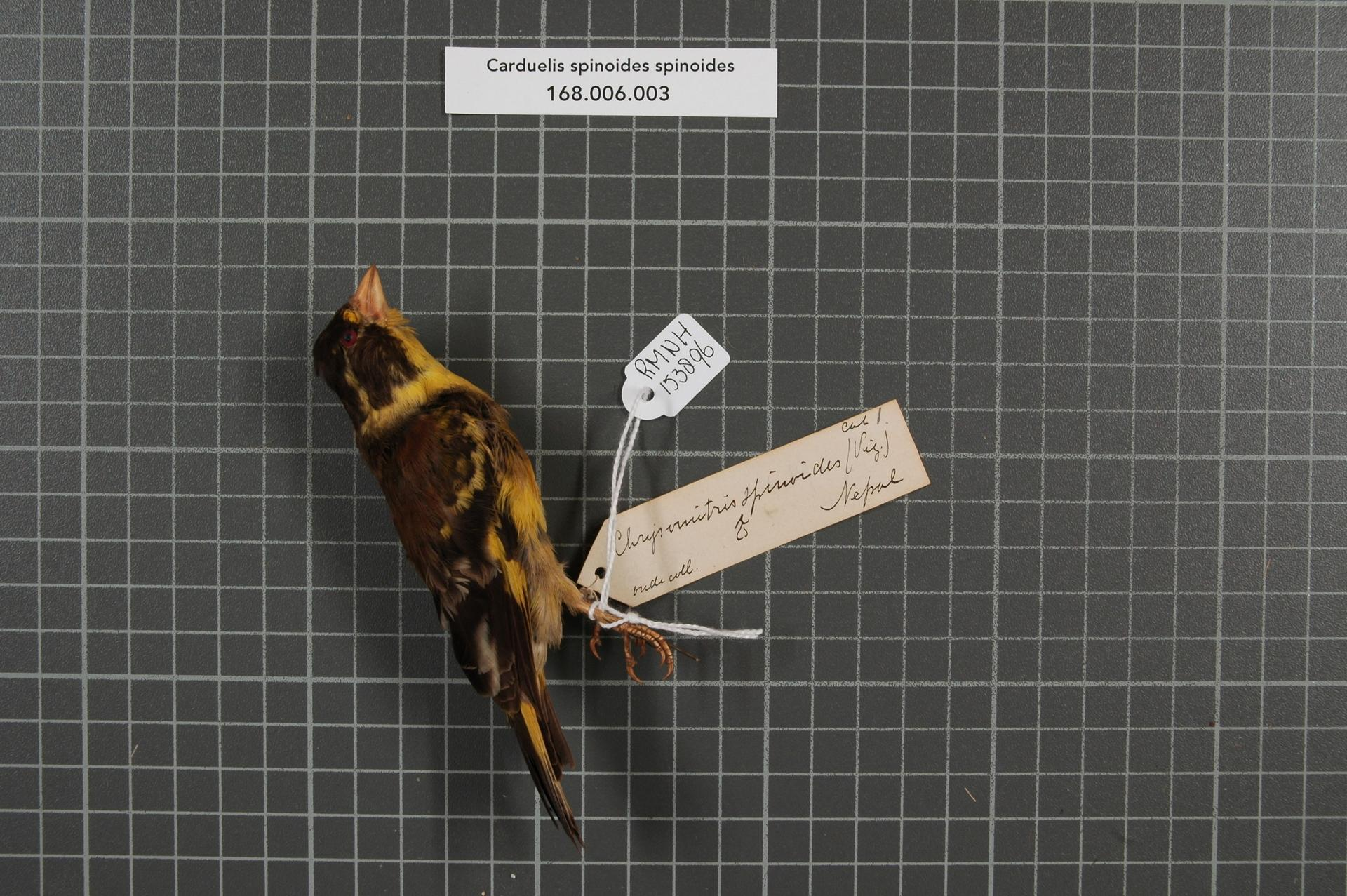
Maschio impagliato.

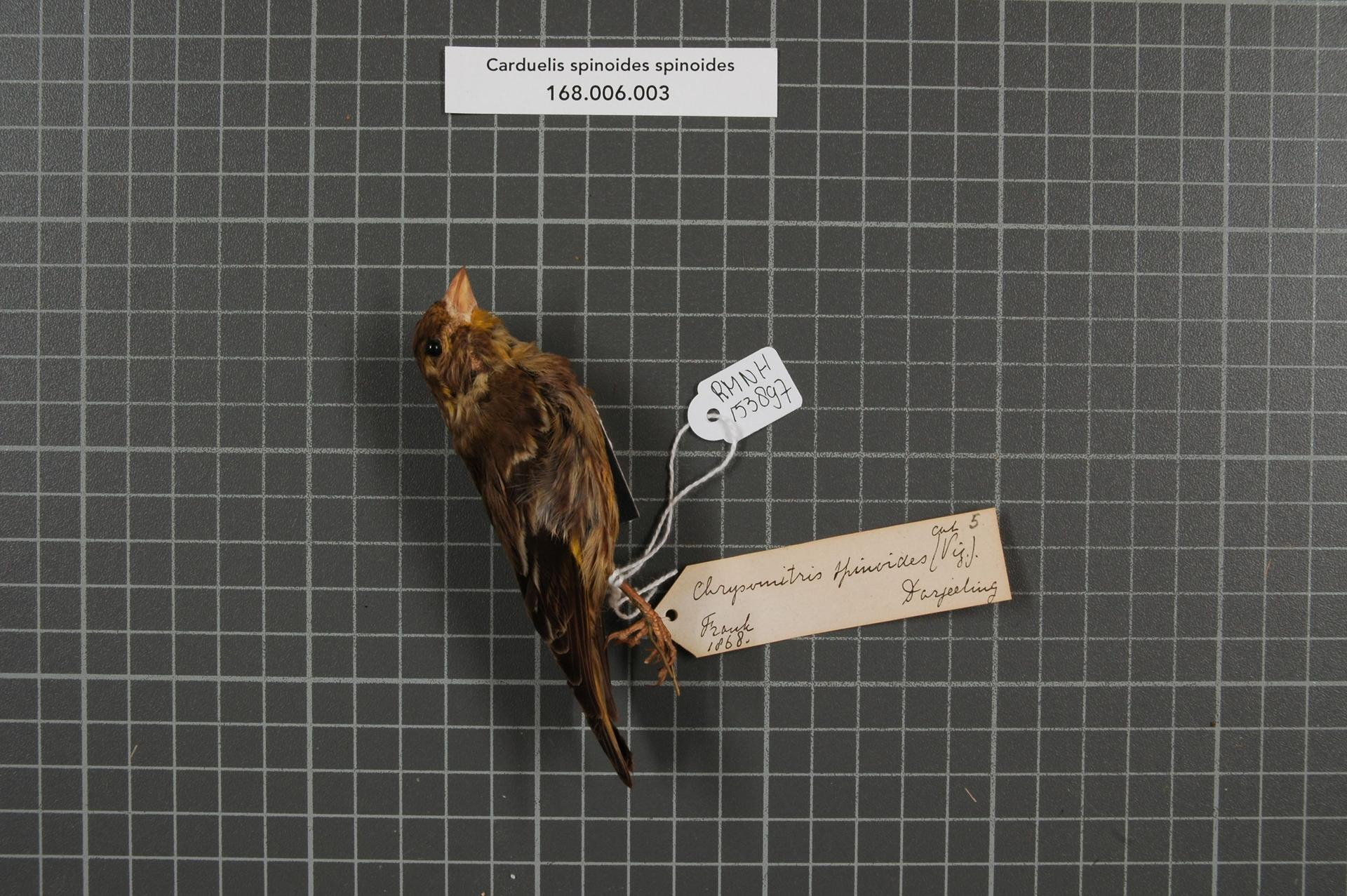
Femmina impagliata.

### Dimensioni
Misura 12–14 cm di lunghezza, per 15-21 g di peso.

### Aspetto
Si tratta di uccelli dall'aspetto robusto, muniti di becco robusto, ali appuntite e coda dalla punta lievemente forcuta.

Il dimorfismo sessuale è ben evidente. Il piumaggio dei maschi è piuttosto brillante rispetto agli altri verdoni: dorso e fianchi sono di colore grigio-verdastro, petto, codione e ventre sono gialli (caratteristica che frutta a questi uccelli uno dei loro nomi comuni), la testa è anch'essa gialla con fronte, vertice, nuca, guance e mustacchio di colore nero, le ali sono nere con copritrici dal bordo bianco e remiganti barrate di giallo, la coda è anch'essa nera. Le femmine, invece, mancano del lipocromo giallo e di gran parte del nero cefalico, mostrando livrea dominata dai toni del verde oliva e del bruno-grigiastro. In ambedue i sessi, il becco è di color grigio-rosato, le zampe sono di color carnicino e gli occhi sono di colore bruno scuro.

## Biologia

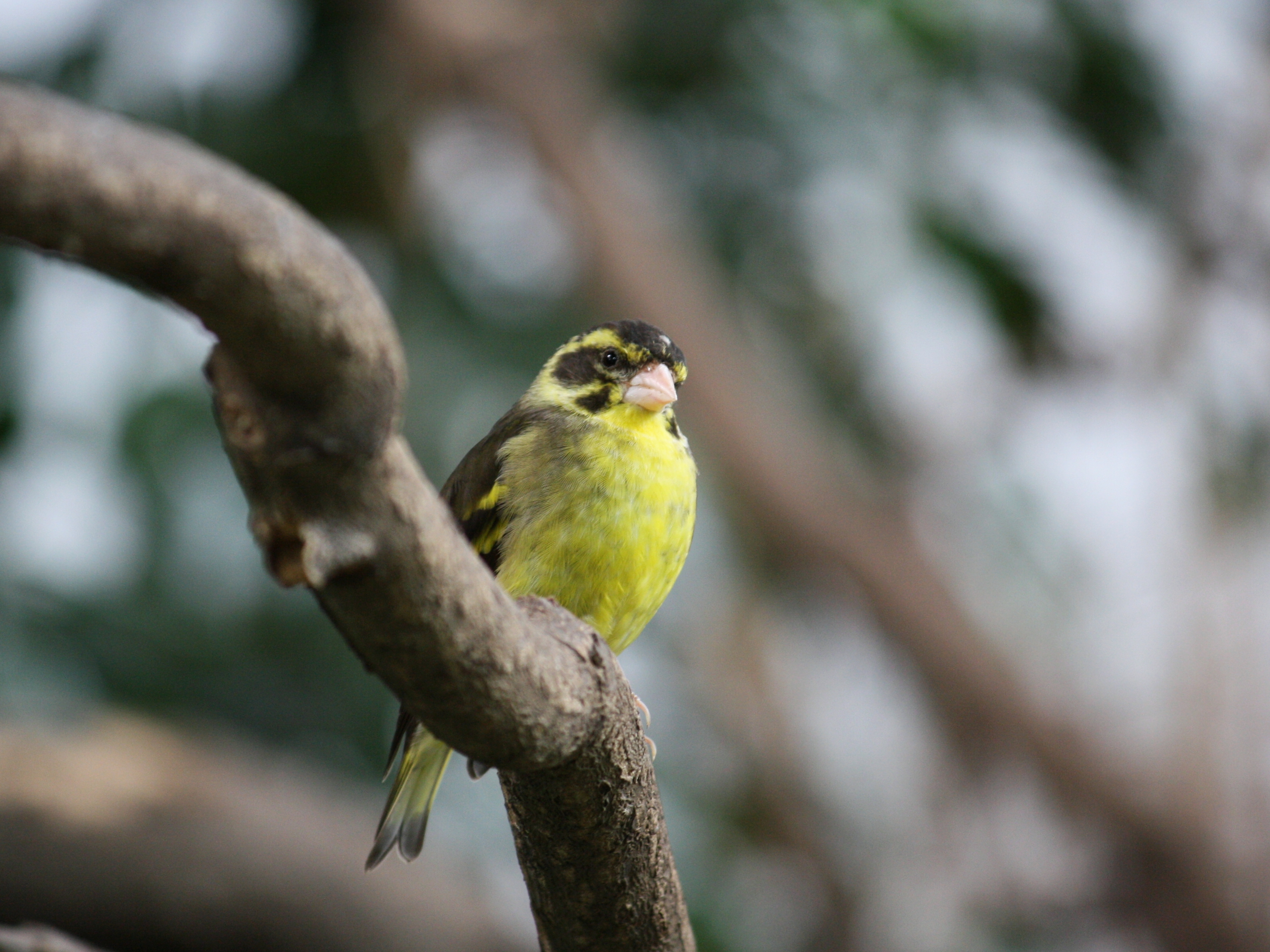
Esemplare allo zoo di Praga.

I verdoni dell'Himalaya sono uccelletti miti e moderatamente gregari, che si muovono in piccoli gruppi e mostrano abitudini essenzialmente diurne, passando la maggior parte della giornata alla ricerca di cibo al suolo o fra i cespugli.

### Alimentazione

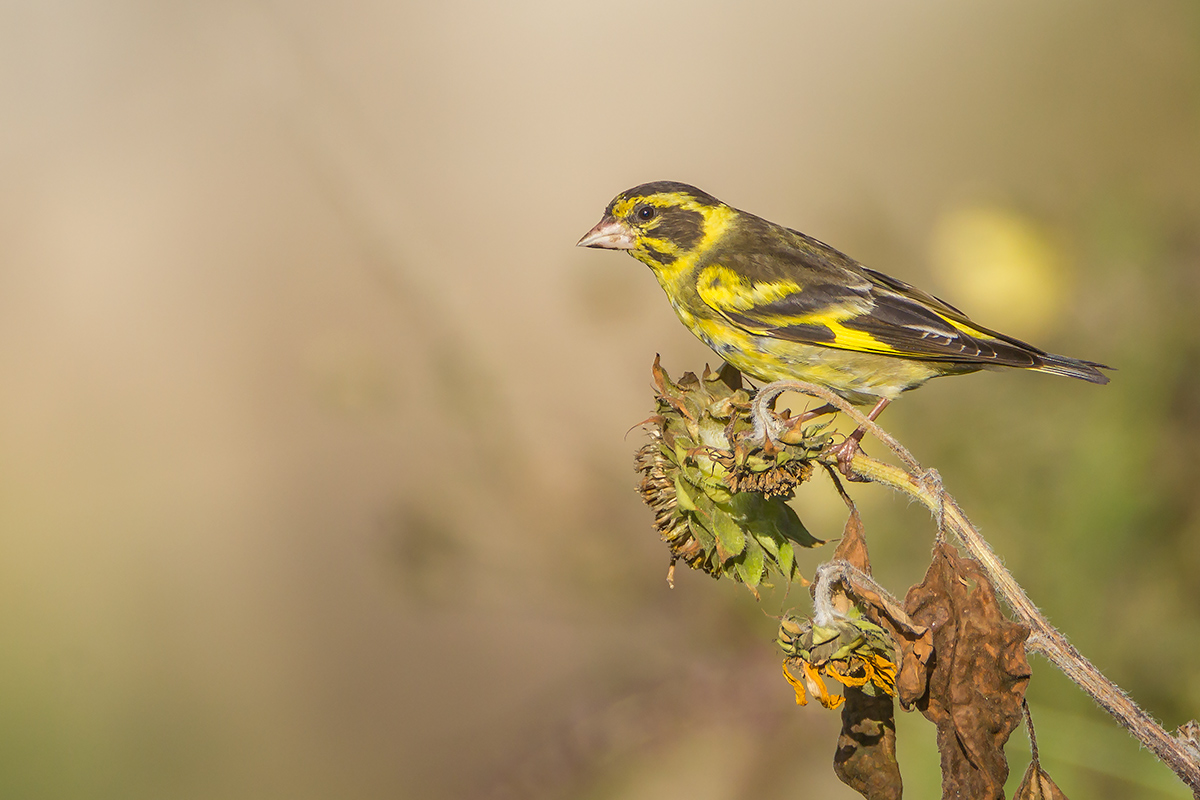
Maschio su un girasole nell'Uttarakhand.

La dieta di questi uccelli è essenzialmente granivora: questi uccelli si nutrono soprattutto di semi di piante erbacee, cardo e pinoli, ma non disdegnano di integrare la propria dieta con altro materiale sia di origine vegetale (germogli, bacche e frutti) che, sebbene raramente, animale (piccoli insetti e invertebrati).

### Riproduzione

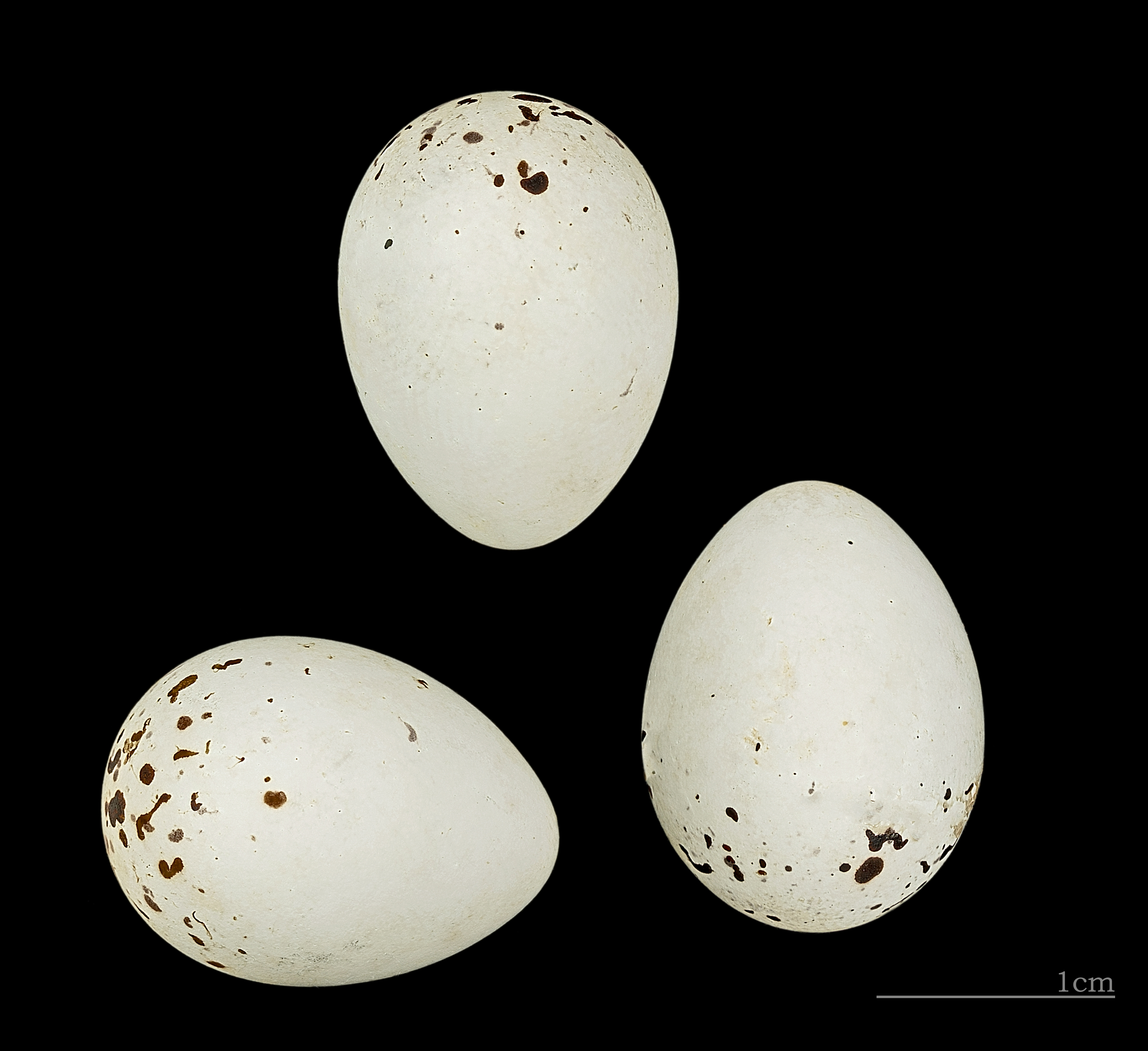
Uova al museo di storia naturale di Tolosa.

La stagione riproduttiva va da maggio a settembre, quando si formano le coppie (si tratta infatti di uccelli rigidamente monogami).
Il nido ha la forma di una coppa e viene costruito dalla sola femmina fra i rami di un albero o un cespuglio, intrecciando fibre vegetali e foderando l'interno con lanugine: a differenza di molte specie affini, i verdoni dell'Himalaya si dimostrano poco territoriali durante il periodo riproduttivo, con vari nidi (fino a 6) che possono essere reperiti su un'unica pianta.

All'interno del nido, la femmina depone 3-5 uova biancastre con rada maculatura bruno-rossiccia sul polo ottuso, che provvede a covare da sola per circa due settimane, col maschio che staziona nei pressi del nido e si occupa di fare la guardia da eventuali intrusi e di reperire il cibo per sé e per la compagna. I pulli alla schiusa sono ciechi ed implumi: accuditi da ambedue i genitori, essi sono pronti per l'involo fra le due e le tre settimane di vita, e stazionano ancora per qualche giorno nei pressi del nido prima di allontanarsene in maniera definitiva. I verdoni dell'Himalaya portano avanti in genere una sola covata l'anno.

## Distribuzione e habitat

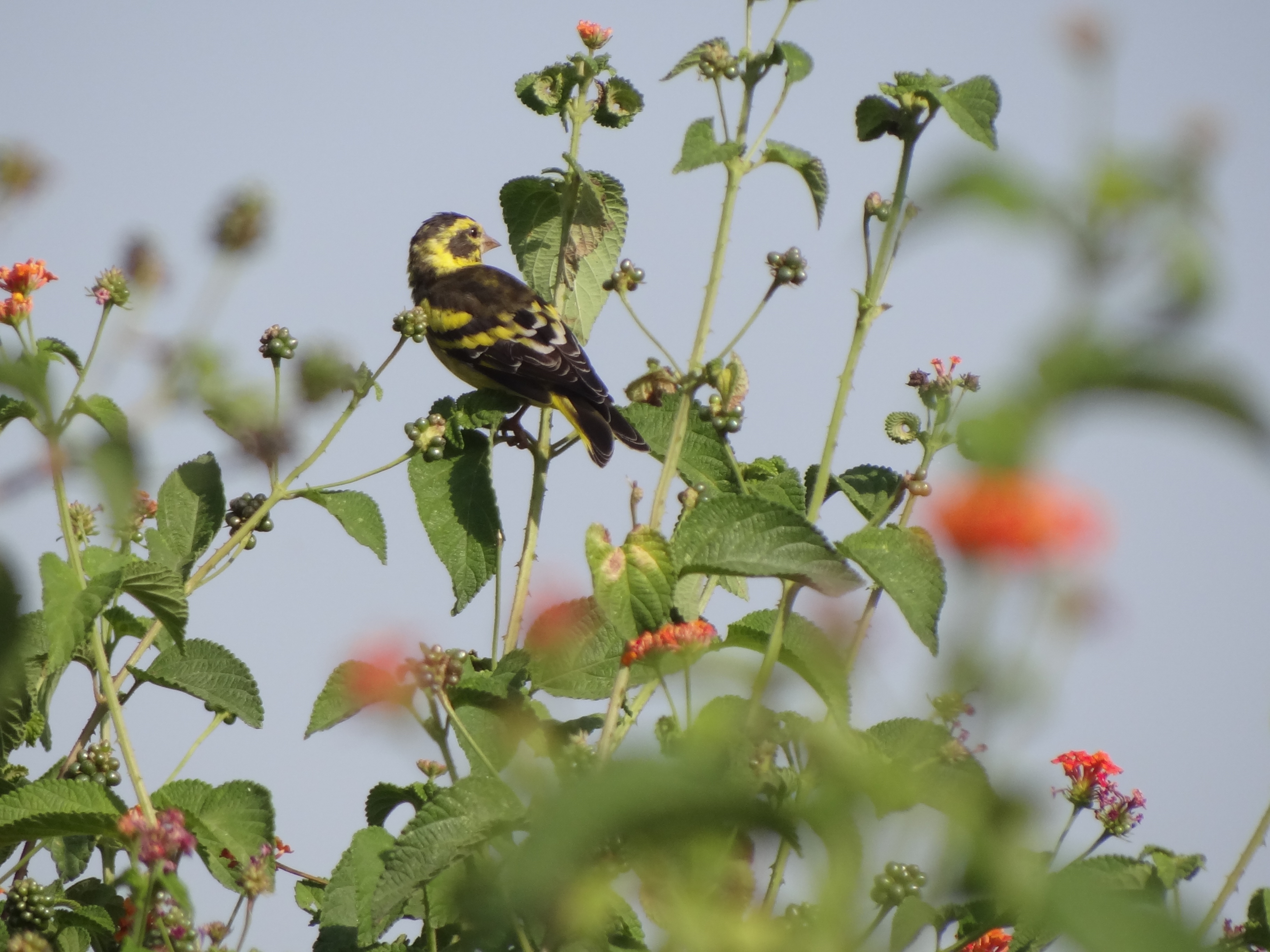
Esemplare in natura.

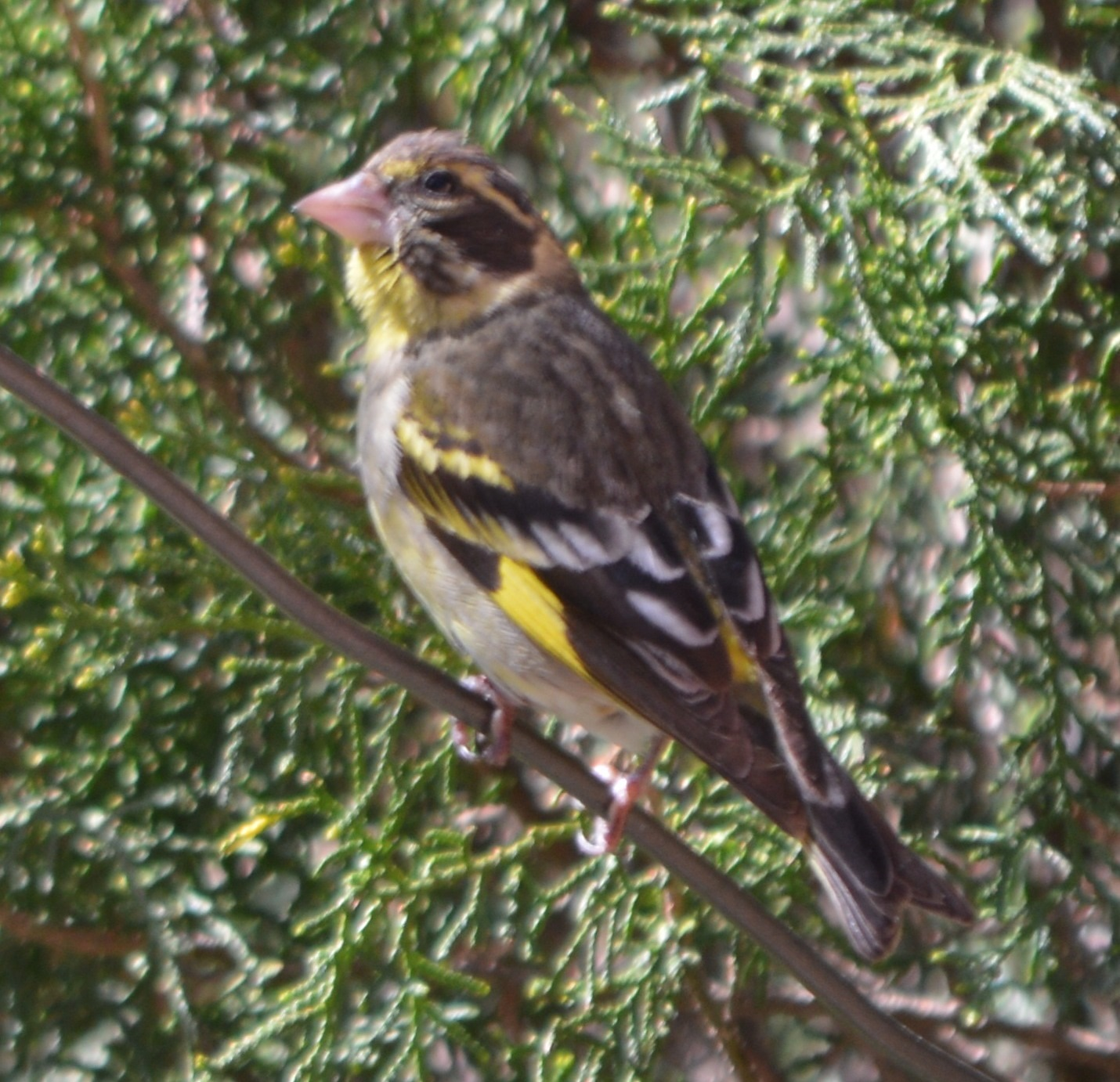
Esemplare a Shimla.

Come intuibile dal suo nome comune, il verdone dell'Himalaya è diffuso lungo tutta la catena dell'Himalaya, oltre che nella zona di confine fra India e Birmania e con una piccola popolazione diffusa anche in Afghanistan centro-orientale. La specie è tendenzialmente stanziale, con le popolazioni Himalayane che durante la stagione fredda
L'habitat di questi uccelli è rappresentato dalle foreste montane e submontane di latifoglie (principalmente querce e rododendri), con presenza di radure e di fonti d'acqua permanenti.

## Sistematica
Questa specie è stata in seguito ascritta a lungo al genere Carduelis, venendo però recentemente segregata nel genere Chloris, che condivide con gli altri verdoni e nel quale viene classificata ancor oggi.
Se ne riconoscono due sottospecie:
- Chloris spinoides spinoides (Vigors, 1831) - la sottospecie nominale, diffusa lungo tutto l'Himalaya dal Kashmir pakistano all'Arunachal Pradesh nord-occidentale;
- Chloris spinoides heinrichi (Stresemann, 1940) - diffusa in India nord-orientale (Assam meridionale, Nagaland e Manipur) e birmania occidentale (Chin);

Secondo alcuni autori, il verdone dell'Himalaya formerebbe una superspecie col verdone del Vietnam (da alcuni considerato una sua sottospecie col nome di C. s. monguilloti) ed il verdone testanera.